# إفيرجني
إفيرجني (بالفرنسية: Ivergny)‏ هي بلدية تقع في إقليم باد كاليه من منطقة نور با دو كاليه في شمال فرنسا. تبلغ مساحة هذه المدينة 7.34 (كم²)، وترتفع عن سطح البحر 150 م، يبلغ عدد سكانها 239 نسمة حسب إحصاء المعهد الوطني للإحصاء والدراسات الاقتصادية سنة 2009 م. وترأس Jean-Claude Bouttemy البلدية خلال فترة (2008-2014).